# Druid Hills (Georgia)
Druid Hills è un census-designated place (CDP) degli Stati Uniti d'America, situato nello stato della Georgia, nella contea di DeKalb.
La località è al contempo classificata come quartiere (neighborhood) di Atlanta.